# Мехдизаде, Мансур
Мансу́р Сава́д-Абади́ Мехдизаде́ (перс. منصورسواد آبادی مهدى زاده‎; род. 14 августа 1938, Тегеран) — иранский борец вольного стиля и тренер. Трехкратный чемпион мира, чемпион Азиатских игр.

## Спортивная карьера
- Чемпион мира (1961, 1962, 1965), бронзовый призёр чемпионата мира (1963).
- Чемпион Азиатских игр (1966).
- Выступал на трёх Олимпиадах (1960, 1964, 1968).

## Тренерская карьера
После окончания спортивной карьеры был национальным тренером по вольной борьбе.

## Интересные факты
Наряду с немцем Вольфгангом Эрлем и болгарином Христо Трайковым считается одним из самым невезучих борцов-олимпийцев, пострадавших от несовершенства системы штрафных баллов в борьбе. Выступая на Олимпийских играх 1964 года в Токио, не проиграв ни одной схватки, Мехдизаде не стал даже призёром.

Мансур Мехдизаде был вправе обижаться на сложившиеся обстоятельства, но больше всего на себя. Его привычка выигрывать по баллам на этот раз не принесла ему успеха. Ещё бы — в первом круге он по баллам выигрывает у сильного венгерского борца Гезы Холлоши, затем ничья с сильнейшим американским борцом Дэниелом Брэндом, причём ничья такая, что спортивное счастье склонялось то в одну, то в другую сторону. Победа по баллам над швейцарцем Кобелтом была непростительной, она-то и не позволила Мехдизаде продвинуться дальше 4-го места, несмотря на то, что он победил будущего чемпиона Олимпийских игр Продана Гарджева, серебряного призёра Олимпиады Хасана Гюнгёра. Ну, не удивительные ли правила! Спортсмен, победивший чемпиона, затем борца, занявшего 2-е место, сделавший ничью с занявшим 3-е место, победивший того, кто занял 5-е место, не проиграв ни одной схватки, занимает 4-е место! Трудно поверить, но было это так.— 